# Gałczynek
Gałczynek (prononciation : [ɡau̯ˈt͡ʂɨnɛk]) est un village polonais de la gmina d'Orchowo dans le powiat de Słupca de la voïvodie de Grande-Pologne dans le centre-ouest de la Pologne.
Il se situe à environ 4 kilomètres au sud-ouest d'Orchowo (siège de la gmina), à 24 kilomètres au nord de Słupca (siège du powiat) et à 73 kilomètres à l'est de Poznań (capitale régionale).
Le village possédait une population de 34 habitants en 2012.

## Histoire
De 1975 à 1998, le village faisait partie du territoire de la voïvodie de Konin.

Depuis 1999, Gałczynek est situé dans la voïvodie de Grande-Pologne.